# ناو کلاس دوانشیر (۱۹۰۳)
کروزر کلاس دوانشیر (۱۹۰۳) (به انگلیسی: Devonshire-class cruiser (1903)) یک کلاس از کشتی است که طول آن ۴۵۰ فوت (۱۳۷٫۲ متر) می‌باشد.